# Fuchsova vila (Praha)
Fuchsova vila v Praze-Libni je vlastní vila architekta Josefa Fuchse, která stojí v ulici Na úbočí.

## Historie
Vilu projektoval Josef Fuchs v době dokončování Veletržního paláce. Získal pro ni svažitý pozemek, jehož strmý sklon využil k vytvoření co největšího obytného prostoru.
V přízemí a v patře jsou dva téměř shodné velké byty, které směřují k jihu a fungují zcela samostatně jako dvě nezávislé bytové jednotky. Oba byty mají velká okna, včetně oken rohových, a průběžný balkon. Skříňová příčka mezi obývacím pokojem a ložnicí stavbu vylehčuje. Na střeše je rozlehlá terasa a také dvě místnosti; jedna z nich byla navržena jako maximálně prosklený altán. Díky svahu je k obývání určen i suterén. V podzemí jsou technické provozy – prádelna a sklep. Další dvoupokojový byt je nad zahradou; má vlastní terasu propojenou se zahradou. Zde je také prostor pro domovníka. Hlavní obytná patra mají stejně velká, členěná čtvercová okna. Na nároží jsou na jedné straně okna přesahující přes roh, na druhé straně je přes něj vytažen vysoký rizalit schodiště s převýšenými nečleněnými okny. Dům je charakteristický dokonalou proporcí a přesností geometrického členění.